# مبرهنة لوكاس
في نظرية الأعداد، تعبر مبرهنة لوكاس عن باقي قسمة {\displaystyle {\binom {m}{n}}} على عدد أولي.
ظهرت مبرهنة لوكاس لأول مرة عام 1878 في مقال نشره إدوارد لوكاس.

## نص المبرهنة
ليكن {\displaystyle m} و {\displaystyle n} عددان طبيعيان و {\displaystyle p} عدد اولي، إذا الموافقة التالية محققة
{\displaystyle {\binom {m}{n}}\equiv \prod _{i=0}^{k}{\binom {m_{i}}{n_{i}}}{\pmod {p}}}
حيث
{\displaystyle m=m_{k}p^{k}+m_{k-1}p^{k-1}+\cdots +m_{1}p+m_{0},}
و
{\displaystyle n=n_{k}p^{k}+n_{k-1}p^{k-1}+\cdots +n_{1}p+n_{0}}:
هو النشر في الأساس {\displaystyle p} للعددين {\displaystyle m} و {\displaystyle n}

## وصلات خارجية
- مبرهنة لوكاس